# Salim Ajjasz
Salim Dżamil Ajjasz, Salim Jamil Ayyash, ps. Abu Salim (ur. 10 listopada 1963 r. w Haruf, Liban -10 listopada 2024) – libański terrorysta, członek  Hezbollahu. W 2011 r. Trybunał Specjalny dla Libanu wydał nakaz aresztowania go wraz z Mustafą Badr ad-Dinem, Husajnem Oneissim i Assadem Sabrą, w związku z oskarżeniem o zorganizowanie zamachu na byłego premiera Libanu, Rafika al-Haririego.